# 秋田市立戸島小学校
秋田市立戸島小学校（あきたしりつ としましょうがっこう）は、秋田県秋田市河辺戸島にある公立小学校。学校区は、秋田市南部の岩見川流域となっている。

## 概要
1875年創設。旧河辺町西部を学区としている。ほとんどの生徒が、秋田市立河辺中学校に進学する。
秋田市立河辺小学校との統合が検討されている。
- 敷地面積：26,390 m2
- 校舎面積：2,940 m2
- 屋内運動場面積：876 m2
- 屋外運動場面積：14,172 m2

### 正徳文庫
1979年の校舎落成を記念し元秋田県議会副議長の岡部正徳の寄贈により｢正徳文庫｣開設。以後2020年現在も孫により継続的に寄付が行われている。

## 教育目標
- 夢を広げ 輝く未来を切り拓く子どもの育成
  - 思いやりのある子ども
  - 進んで学ぶ子ども
  - たくましい子ども
  - ふるさと戸島を大切にする子ども

## 沿革
以下、注釈の無い項目は学校の公式サイトの情報によるもの。
- 1875年（明治8年）3月18日 - 創立。
- 1941年（昭和16年）4月 - 豊島村立国民学校と改称。
- 1942年（昭和17年）4月 - 和田町立戸島国民学校と改称。
- 1947年（昭和22年）4月 - 和田町立戸島小学校と改称。
- 1950年（昭和25年）7月 - 豊島村立戸島小学校と改称。
- 1955年（昭和30年）3月 - 町村合併により河辺町立戸島小学校と改称。
- 1974年（昭和49年）11月 - 創立100周年記念式典。
- 1979年（昭和54年）10月 - 現校舎落成を記念し｢正徳文庫｣開設。
- 2001年（平成13年）5月 - 学校田「にこにこ田」開田。
- 2004年（平成16年） - スポーツ少年団野球部全県学童野球大会ベスト8進出。
- 2005年（平成17年）
  - 1月17日 - 合併により秋田市立戸島小学校と改称。
  - 4月 - 3学期制から2学期制へ移行。

## 校章
- 校章のページを参照。

## 校歌
- 作詞：中川正男、作曲：小田島樹人

## 主な進学先
- 秋田市立河辺中学校

## アクセス

### バス
- マイタウンバス 南部線河辺Aコース - 戸島小学校前下車

### 鉄道
- 東日本旅客鉄道（JR東日本）奥羽本線 - 和田駅から徒歩で約30分

## 著名な出身者
- 足利豊 - プロ野球選手[4]
- 木村拓也 - CXアナウンサー[5]

## 学区内周辺

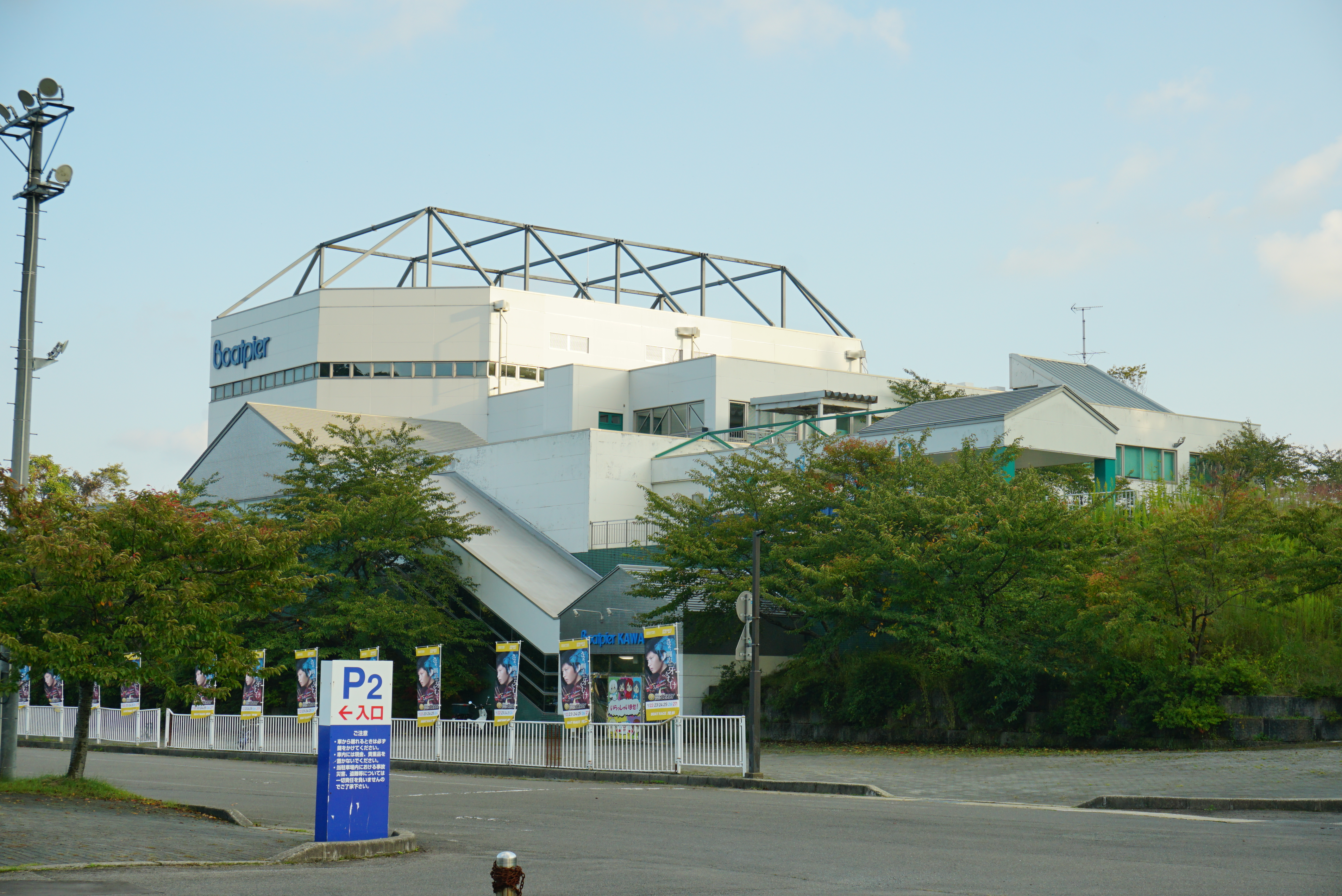
ボートピア河辺
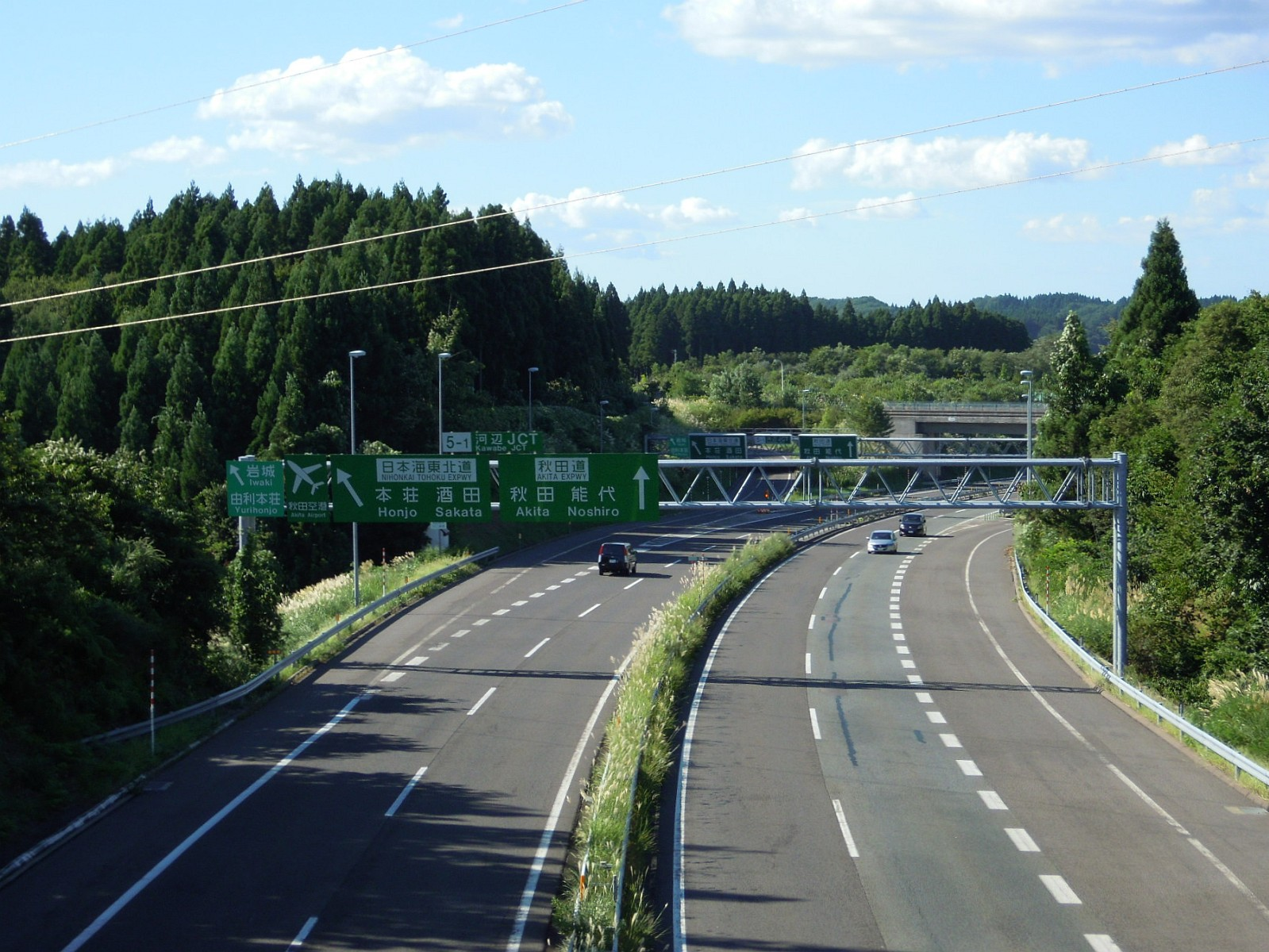
河辺ジャンクション
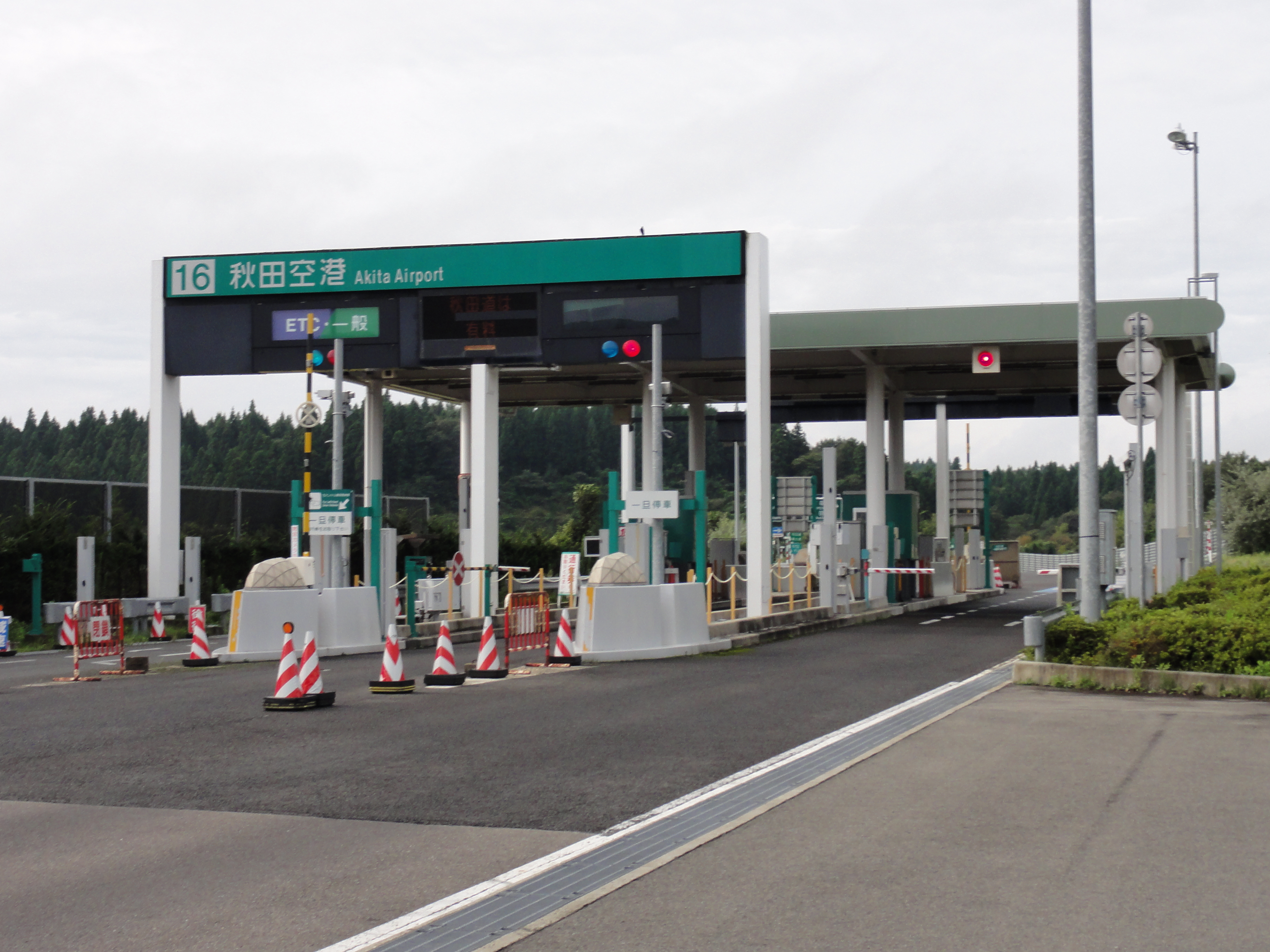
秋田空港インターチェンジ
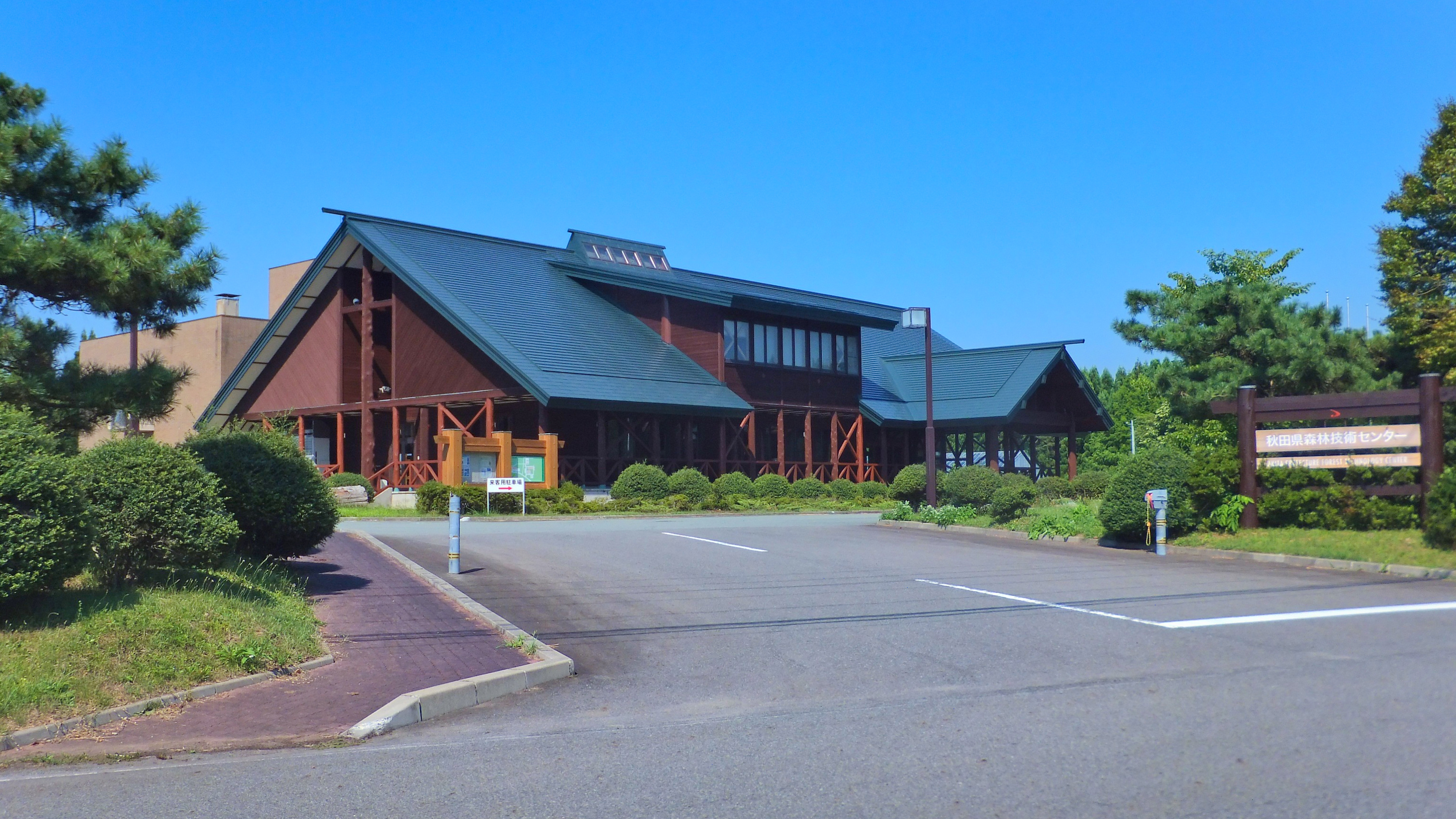
秋田県森林技術センター